# Терем Моффі
Терем Моффі (англ. Terem Moffi, нар. 25 травня 1999, Калабар) — нігерійський футболіст, нападник французького клубу «Ніцца» та національної збірної Нігерії.
Виступав, зокрема, за клуби «Кауно Жальгіріс» та «Рітеряй».

## Клубна кар'єра
Народився 25 травня 1999 року в місті Калабар. Вихованець футбольної школи клубу «Баксвуд».
У дорослому футболі дебютував 2017 року виступами за команду «Кауно Жальгіріс», в якій провів один сезон, взявши участь у 8 матчах чемпіонату. 
Своєю грою за цю команду привернув увагу представників тренерського штабу клубу «Рітеряй», до складу якого приєднався 2019 року. Відіграв за клуб з Вільнюса наступний сезон своєї ігрової кар'єри. Більшість часу, проведеного у складі «Рітеряя», був основним гравцем атакувальної ланки команди. У складі «Рітеряя» був одним з головних бомбардирів команди, маючи середню результативність на рівні 0,69 гола за гру першості.
Протягом 2020 року захищав кольори клубу «Кортрейк».
1 жовтня 2020 року приєднався до складу клубу «Лор'ян». За підсумками сезону 2020—21 потрапив до чільної десятки найкращих бомбардирів. Станом на 4 травня 2022 року відіграв за команду з Лор'яна 66 матчів в національному чемпіонаті.

## Виступи за збірну
4 червня 2021 року дебютував в офіційних матчах у складі національної збірної Нігерії.

## Статистика виступів

### Статистика клубних виступів
Станом на 1 серпня 2022
| Сезон               | Команда            | Чемпіонат          | Чемпіонат | Чемпіонат | Національний кубок | Національний кубок | Національний кубок | Континентальні кубки | Континентальні кубки | Континентальні кубки | Інші змагання | Інші змагання | Інші змагання | Усього | Усього | Усього |
| Сезон               | Команда            | Ліга               | Ігор      | Голів     | Ліга               | Ігор               | Голів              | Ліга                 | Ігор                 | Голів                | Ліга          | Ігор          | Голів         | Ігор   | Голів  |        |
| ------------------- | ------------------ | ------------------ | --------- | --------- | ------------------ | ------------------ | ------------------ | -------------------- | -------------------- | -------------------- | ------------- | ------------- | ------------- | ------ | ------ | ------ |
| 2017                | «Кауно Жальгіріс»  | A                  | 8         | 1         | КЛ                 | 0                  | 0                  |                      | -                    | -                    |               | -             | -             | 8      | 1      |        |
| лют. 2019-січ. 2020 | «Рітеряй»          | A                  | 29        | 20        | КЛ                 | 0                  | 0                  | ЛЄ                   | 2                    | 0                    |               | -             | -             | 31     | 20     |        |
| січ.-жовт. 2020     | «Кортрейк»         | Д1                 | 9         | 5         | КБ                 | 2                  | 0                  |                      | -                    | -                    |               | -             | -             | 11     | 5      |        |
| 2020–21             | «Лор'ян»           | Л1                 | 32        | 14        | КФ                 | 2                  | 1                  |                      | -                    | -                    |               | -             | -             | 34     | 15     |        |
| 2021–22             | «Лор'ян»           | Л1                 | 37        | 8         | КФ                 | 1                  | 0                  |                      | -                    | -                    |               | -             | -             | 38     | 8      |        |
| Усього за «Лор'ян»  | Усього за «Лор'ян» | Усього за «Лор'ян» | 69        | 22        |                    | 3                  | 1                  |                      | -                    | -                    |               |               |               | 72     | 23     |        |
| Усього за кар'єру   | Усього за кар'єру  | Усього за кар'єру  | 115       | 48        |                    | 5                  | 1                  |                      | 2                    | 0                    |               | -             | -             | 122    | 49     |        |